# Уйская волость (Кустанайский уезд)
Уйская волость — административная единица Кустанайского уезда, существовавшая во второй половине XIX-начале XX веков (с 1922 по 1925 г. территория волости поделена между Федоровским и Боровским уездами Кустанайской губернии РСФСР). До революции волость делилась на сельские и аульные общества.

## География
Уйская волость располагалась на северо-востоке Кустанайского уезда, по обеим сторонам реки Тобол. На севере граница обозначалась течением реки Уй, начинаясь у посёлка Уйский до устья реки Уй -  в месте впадения реки в Тобол у станицы Усть-Уйской Челябинского уезда. На севере граничила с Челябинским уездом Оренбургской области, на западе с Киньаральской волостью, на востоке с Мендыгаринской волостью, на юге с Аракарагайской волостью. Уйская волость до начала 1910-х годов занимала обширную территорию, охватывая западную часть современного Мендыкаринского района, а также северо-восточный участок современного Федоровского района (сейчас это Вишневый сельский округ, а также некоторые земли современного Ленинского и Косаральского сельских округов).
Северная часть волости, прилегающая к реке Уй, представляет волнистую прибрежную полосу шириной приблизительно от 2 до 8 верст, обильно изрезанную логами (саями), впадающими в реку Уй, а также отдельными оврагами и балками, имеющими выход к долине этой же реки и придающими местности волнистый, а иногда ближе к берегу, и холмистый характер.
В состав Уйской волости входили сельские и аульные общества, как: Каменский, Введенский, Алешкинский, Надеждинский, Воскресенский и др. Границы волостей в 1915-1919 гг.  по площади стали соответствовать  современным сельским округам, до этого волости Кустанайского уезда были большими по площади  и скорее соответствовали размерам современных районов. В 1922-1925 годах название Уйской волости перешло к территории в составе Фёдоровского уезда (территория будущего колхоза "Уйский" на части земель нынешних Ленинского, Косаральского и Вишневого сельских округов Федоровского района).

## История
Жители разукрупненной Уйской волости (1915) принимали участие в Первой мировой войне. Известны имена четырех уроженцев волости, принявших в ней участие: Абдулин Рахметула, Жимамбаев Тиян, Смигановский Петр Петрович, Фесик Игнатий Сергеевич
В годы Гражданской войны был одним из центров партизанского движения против армии Колчака на территории нынешней Костанайской области. В Уйской волости главой движения был Какимжан Саркин.